# Länsteatern på Gotland
Länsteatern på Gotland bildades 1995 när den fria teatergruppen Bryggeriteatern fick länsteateruppdraget av Gotlands kommun. Teatern är belägen i en avhelgad kyrka från sekelskiftet 1800–1900-talet som ligger innanför den södra delen av Visbys ringmur. 
Förutom att göra egna scenkonstproduktioner tar man även emot gästspel från andra institutioner i landet och utför samarbeten med GotlandsMusiken. Sedan 2013 har man även i uppdrag att ha med dans på repertoaren och har därför gått med i Dansnät Sverige.
Thomas Sundström är teaterchef på länsteatern sedan hösten 2011 då han efterträdde Monica Sparby. Länsteaterstyrelsen tog i februari 2014 beslut om att förlänga Tomas Sundströms kontrakt till 2016.